# Sexto Tarquínio

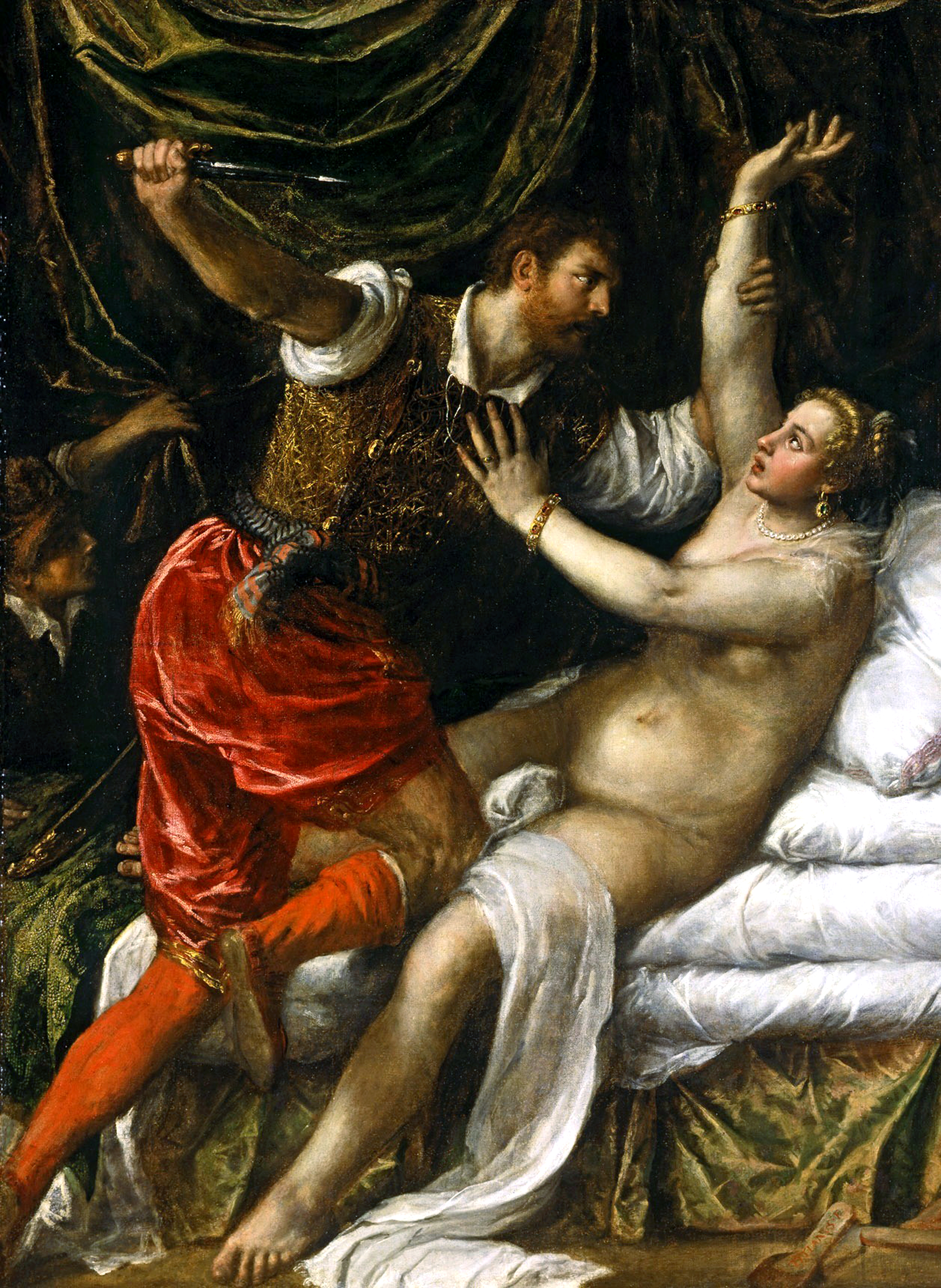
Sexto Tarqüínio obrigando Lucrécia ao adultério, por Ticiano.

Sexto Tarqüínio foi filho do último rei de Roma, (Tarquínio, o Soberbo). De acordo com Lívio, mas por Dionísio de Halicarnasso ele era o mais velho dos três. Ficou conhecido pela, talvez lendária, disputa com Lúcio Tarqüínio Colatino sobre a virtude de suas esposas que, segundo Tito Lívio, teria culminado no banimento da família real e no nascimento da República Romana, no ano de 509 a.C.